# ResearcherID
研究员ID（ResearcherID）是一个识别学术作者的身份系统。此系统于2008年1月由汤森路透（Thomson Reuters）公司推出。
此唯一性标识符旨在解决作者识别的问题。在科学文献中通常引用文章作者的名字、姓氏以及首字母。但在有些时候，会出现同名的作者，或者因错拼等原因而导致一个作者使用了多个名称。
ResearcherID的运作方式是，作者在ResearcherID网站上用自己的ResearcherID链接自己的文章。通过这种方式，作者可以保持其发表列表在网上的更新。这也能保证输出作者成就的综合视图，因为并不是所有出版物都会被Web of Science索引。这对于主要使用经同行評審的会议文章（如计算机科学）或着重于出版物或书籍章节（如社会学科和人文学科）的领域尤为重要。
结合数字对象识别符（DOI），ResearcherID可以使作者与科学文章唯一性关联。它可以用于链接研究人员，以及识别同一研究领域中的同事和合作者。
ResearcherID被批评为商业性和专有限制，但也被称赞为“解决作者含糊这个常见问题的一个倡议”。
汤森路透已使ResearcherID系统与ORCID系统双向交换数据。